# IC 2561
IC 2561 ist eine Balken-Spiralgalaxie vom Hubble-Typ SBcd im Sternbild Kleiner Löwe am Nordsternhimmel. Sie ist schätzungsweise 200 Millionen Lichtjahre von der Milchstraße entfernt.
Das Objekt wurde am 14. Mai 1900 von Stéphane Javelle entdeckt.